# Baptiste Guillaume
Baptiste Guillaume (16 juni 1995) is een Belgisch voetballer die als aanvaller speelt. Hij verruilde Guingamp in juli 2024 voor Almere City.

## Clubcarrière
Guillaume stroomde in 2012 door vanuit de jeugd RC Lens, op dat moment actief in de Ligue 2. Op 17 april 2013 gaf hij een assist op Zakarya Bergdich in de kwartfinale van de Coupe de France, tegen Girondins Bordeaux. Drie dagen later scoorde hij zijn eerste competitiedoelpunt, tegen Nîmes Olympique. Guillaume speelde tijdens zijn tweede jaar bij de senioren van Lens alleen in het tweede elftal, maar keerde in het seizoen 2014/15 terug in het eerste team, dat toen net was gepromoveerd naar de Ligue 1. Hij kwam die jaargang in 27 competitiewedstrijden in actie en maakte zijn eerste twee doelpunten op het hoogste niveau. Lens werd laatste en degradatie was het gevolg.
Guillaume daalde niet met Lens af naar de Ligue 2, maar tekende in juli 2015 een contract tot medio 2020 bij Lille OSC, de nummer acht van Frankrijk in het voorgaande seizoen. Dat betaalde circa €4.000.000,- voor hem aan Lens.

## Statistieken
| Seizoen | Club              | Land      | Competitie | Wed. | Doelp. |
| ------- | ----------------- | --------- | ---------- | ---- | ------ |
| 2012/13 | RC Lens           | Frankrijk | Ligue 2    | 7    | 1      |
| 2013/14 | RC Lens           | Frankrijk | Ligue 2    | 0    | 0      |
| 2014/15 | RC Lens           | Frankrijk | Ligue 1    | 29   | 2      |
| 2015/16 | Lille OSC         | Frankrijk | Ligue 1    | 12   | 0      |
| 2016/17 | → RC Strasbourg   | Frankrijk | Ligue 2    | 35   | 9      |
| 2017/18 | Angers SCO        | Frankrijk | Ligue 1    | 19   | 2      |
| 2018/19 | → Nîmes Olympique | Frankrijk | Ligue 1    | 25   | 2      |
| 2019/20 | → Valenciennes FC | Frankrijk | Ligue 2    | 21   | 2      |
| 2020/21 | Valenciennes FC   | Frankrijk | Ligue 2    | 29   | 11     |
| 2021/22 | Valenciennes FC   | Frankrijk | Ligue 2    | 25   | 6      |
| Totaal  | Totaal            | Totaal    | Totaal     | 202  | 35     |

1 Bakker ·
2 Dankerlui ·
3 Jacobs ·
4 Visus ·
5 Ritmeester van de Kamp ·
6 Carbonell ·
7 Providence ·
8 Tahiri ·
9 Robinet  ·
11 Kadile ·
12 Jasim ·
14 Zagaritis ·
15 Lawrence ·
16 Nalić ·
17 Hansen ·
18 Brym ·
19 Haye ·
20 Akujobi ·
21 Guillaume ·
22 Barbet ·
23 Balboa ·
24 Mattoir ·
25 Mamengi ·
26 Keller ·
27 Martins ·
28 Receveur ·
29 Wendlinger ·
30 Kuiper ·
31 Van der Wilt ·
32 De Nijs ·
34 Foah-Sam ·
34 Pinas ·
36 Beaumont ·
37 Puriel ·
39 Poku ·
40 Dors ·
50 Garden ·
Coach: Rijsdijk
· Assistent-coach: Booy
· Assistent-coach: Dastgir
· Assistent-coach: Talan
· Keeperstrainer: Etemadi